# Suctobelba reticulata
Suctobelba reticulata är en kvalsterart som beskrevs av Johann Wilhelm Karl Moritz 1970. Suctobelba reticulata ingår i släktet Suctobelba och familjen Suctobelbidae. Inga underarter finns listade i Catalogue of Life.